# 公平路
公平路是中華人民共和國上海市虹口區的一條南北走向道路，北與岳州路、飛虹路與臨平路相交，南至黃浦江邊的公平路渡口。全長1400米。道路名稱來自於廣東省汕尾市海丰县公平鎮。道路於20世紀初修建。